# Kiều Nhuy
Kiều Nhuy hay Kiều Dị (chữ Hán:橋蕤; bính âm: Qiao Rui; ???-197) là một viên tướng phục vụ dưới trướng của lãnh chúa Viên Thuật trong thời Tam Quốc của lịch sử Trung Quốc.

## Tiểu sử
Kiều Nhuy là một trong những bộ tướng thân cận của Viên Thuật cùng với Kỉ Linh. Kiều Nhuy là viên tướng được giao nhiệm vụ dẫn cánh quân thứ hai tấn công Lã Bố, cánh quân đầu tiên do Dương Phụng và Hàn Tiêm dẫn đầu. Tuy nhiên, Kiều Nhuy đã thất bại trong lần tấn công Lã Bố. Nguyên nhân do Hàn Tiêm và Dương Phụng đầu hàng Lã Bố và cánh quân của Kiều Nhuy bị cô lập dẫn đến thất bại.
Nhiều năm sau đó, khi Tào Tháo tấn công Viên Thuật, Kiều Nhuy được lệnh dẫn binh ra biên giới đối địch nhưng đã bị đánh bại vì quân Tào đánh rát, Kiều Nhuy bị Hạ Hầu Đôn giết chết . Khi còn sống, Kiều Nhuy là viên tướng rất coi trọng Tôn Sách.